# Alemanha no Festival Eurovisão da Canção
A Alemanha tem participado em todas as edições do Festival Eurovisão da Canção desde sua primeira edição em 1956. É o país com mais participações na história do festival.
Apesar das participações alemãs tem pouco êxito (o país só ganhou duas vezes), o interesse público mantém-se alto e é um dos programas mais vistos na Alemanha.
Mais recentemente, a Alemanha tem-se destacado ao apresentar temas em estilos musicais não tão típicos do certame, tais como o country (Texas Lightning - No No Never em 2006), o swing (Roger Cicero - Frauen regier'n die Welt em 2007) e o electropop (Lena - Taken by a Stranger em 2011).
É um dos membros dos "Big Five" desde 2000, tendo sempre passagem direta para a final, juntamente com Espanha, França, Itália e Reino Unido, os 5 maiores contribuidores do festival.

## Galeria

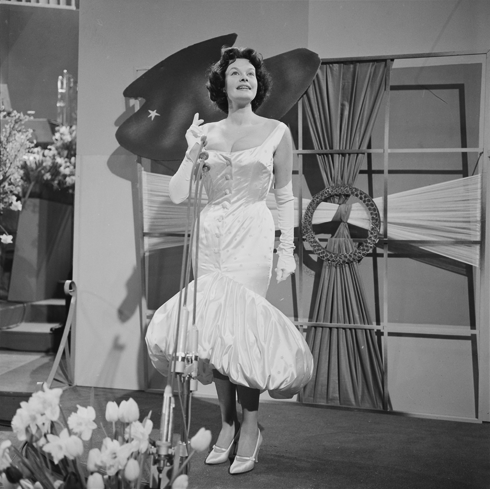
Margot Hielscher em Hilversum (1958)
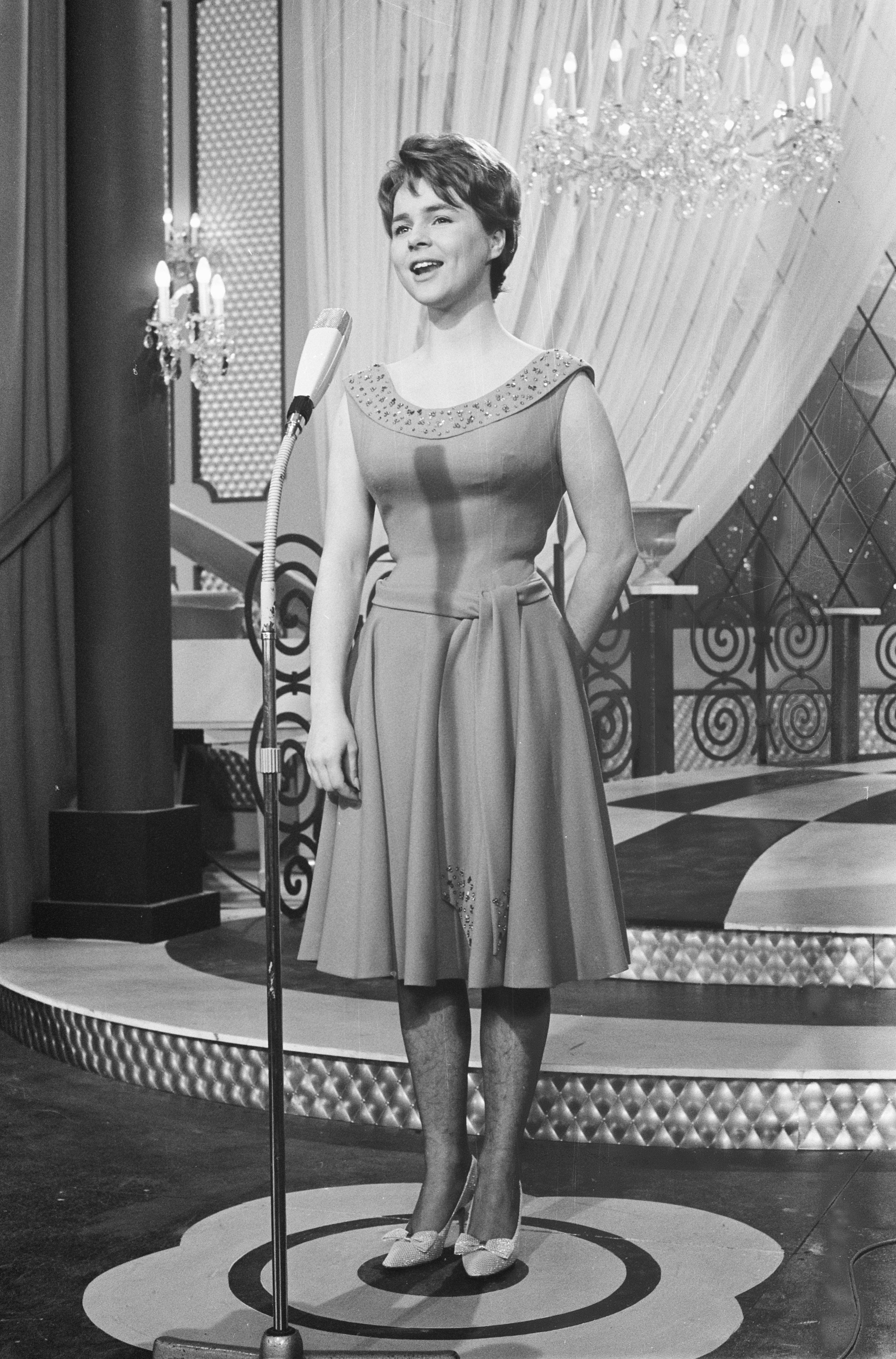
Conny Froboess em Luxemburgo (1962)
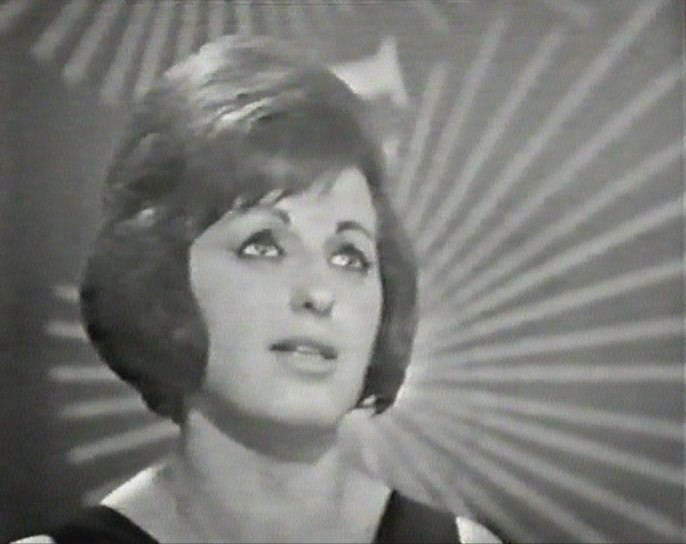
Ulla Wiesner em Nápoles (1965)
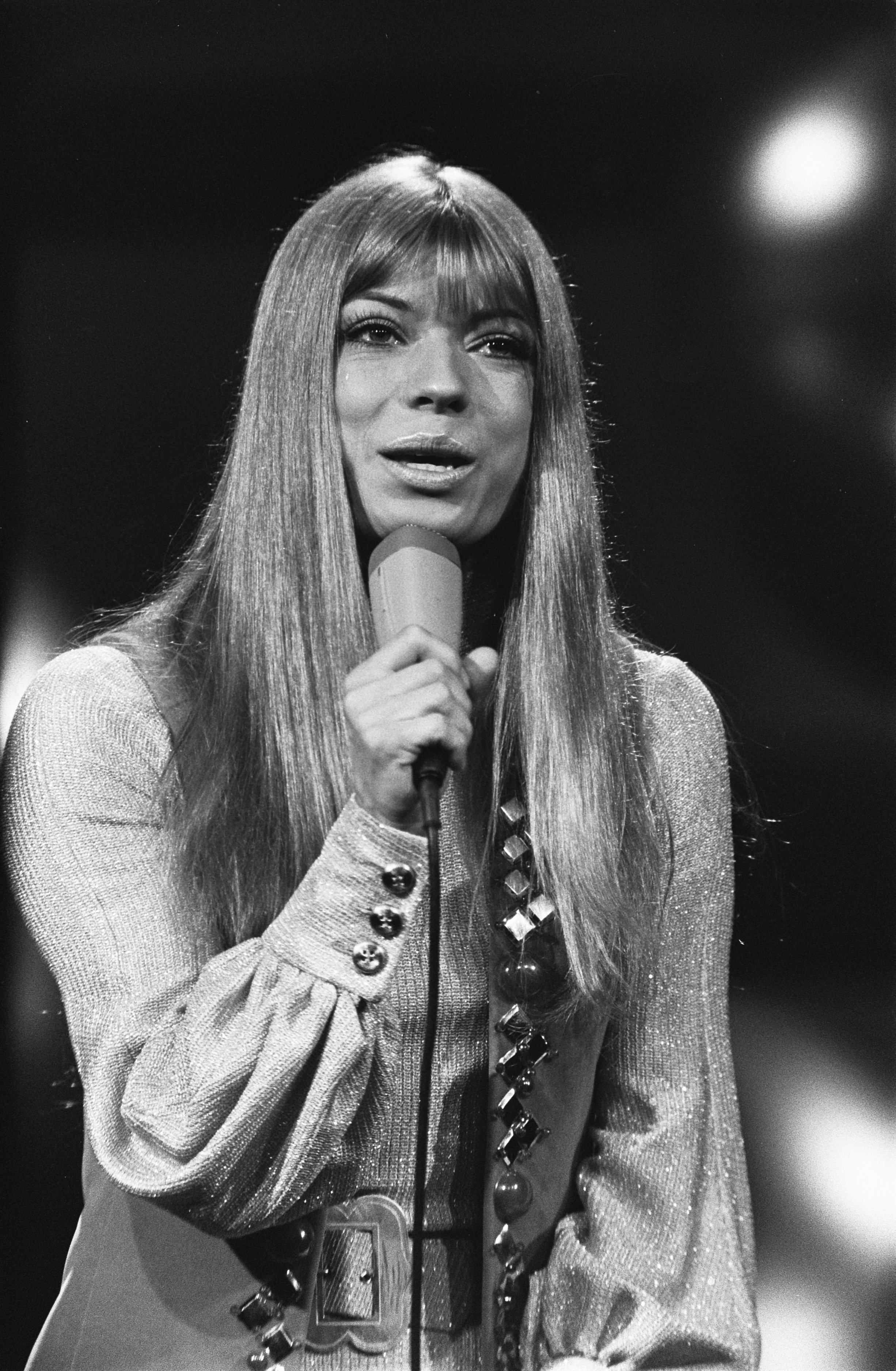
Katja Ebstein em Amesterdão (1970)
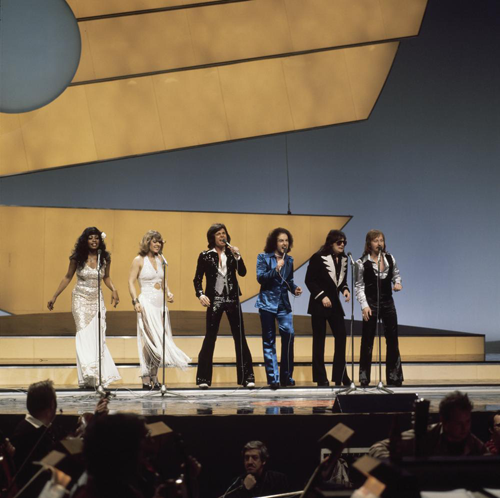
Les Humphries Singers em Haia (1976)
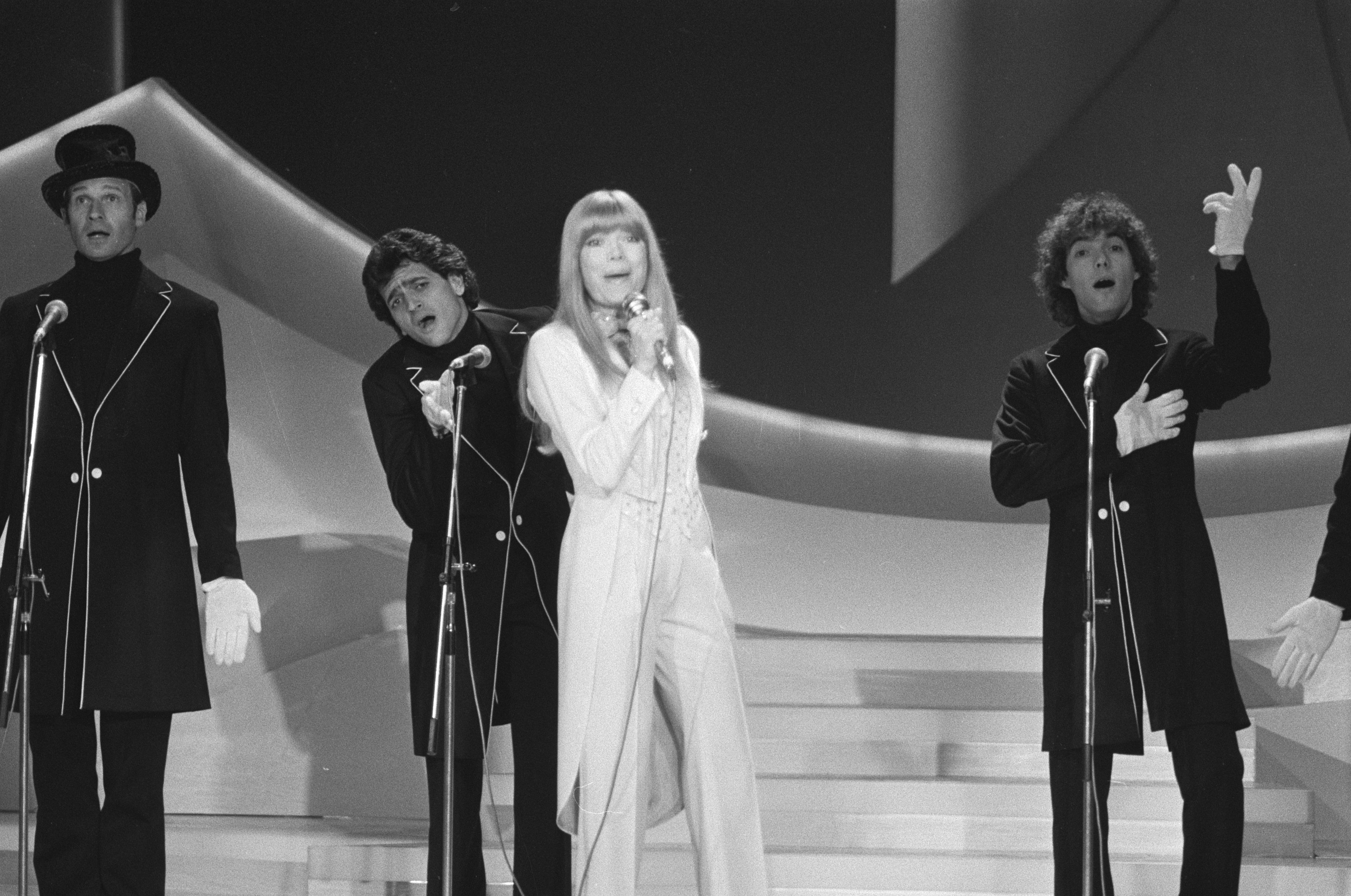
Katja Ebstein em Haia (1980)
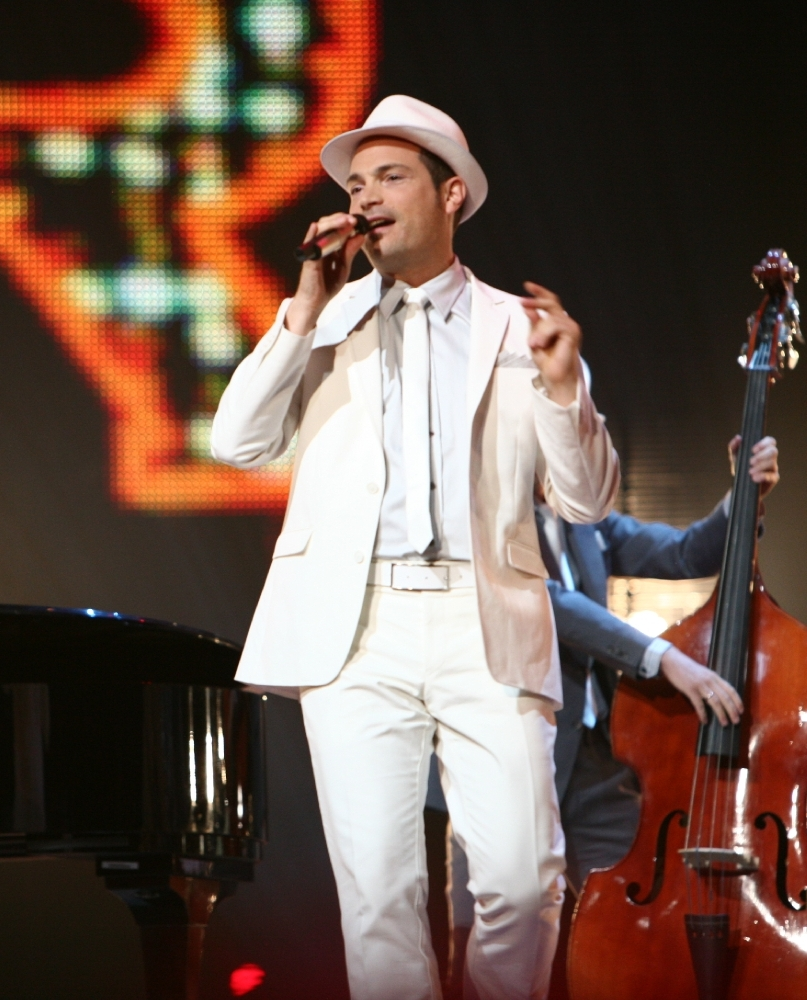
Roger Cicero em Helsínquia (2007)
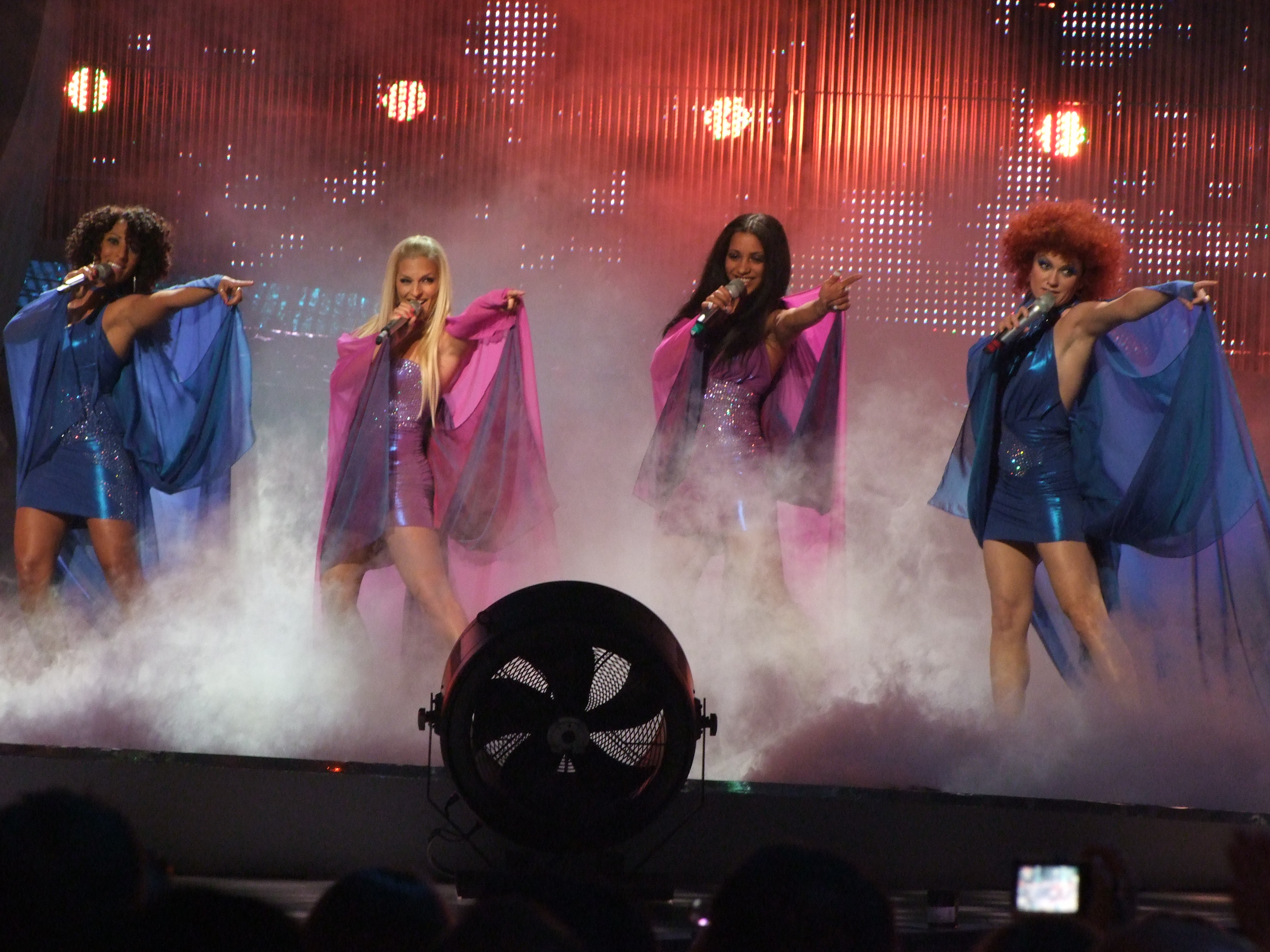
No Angels em Belgrado (2008)
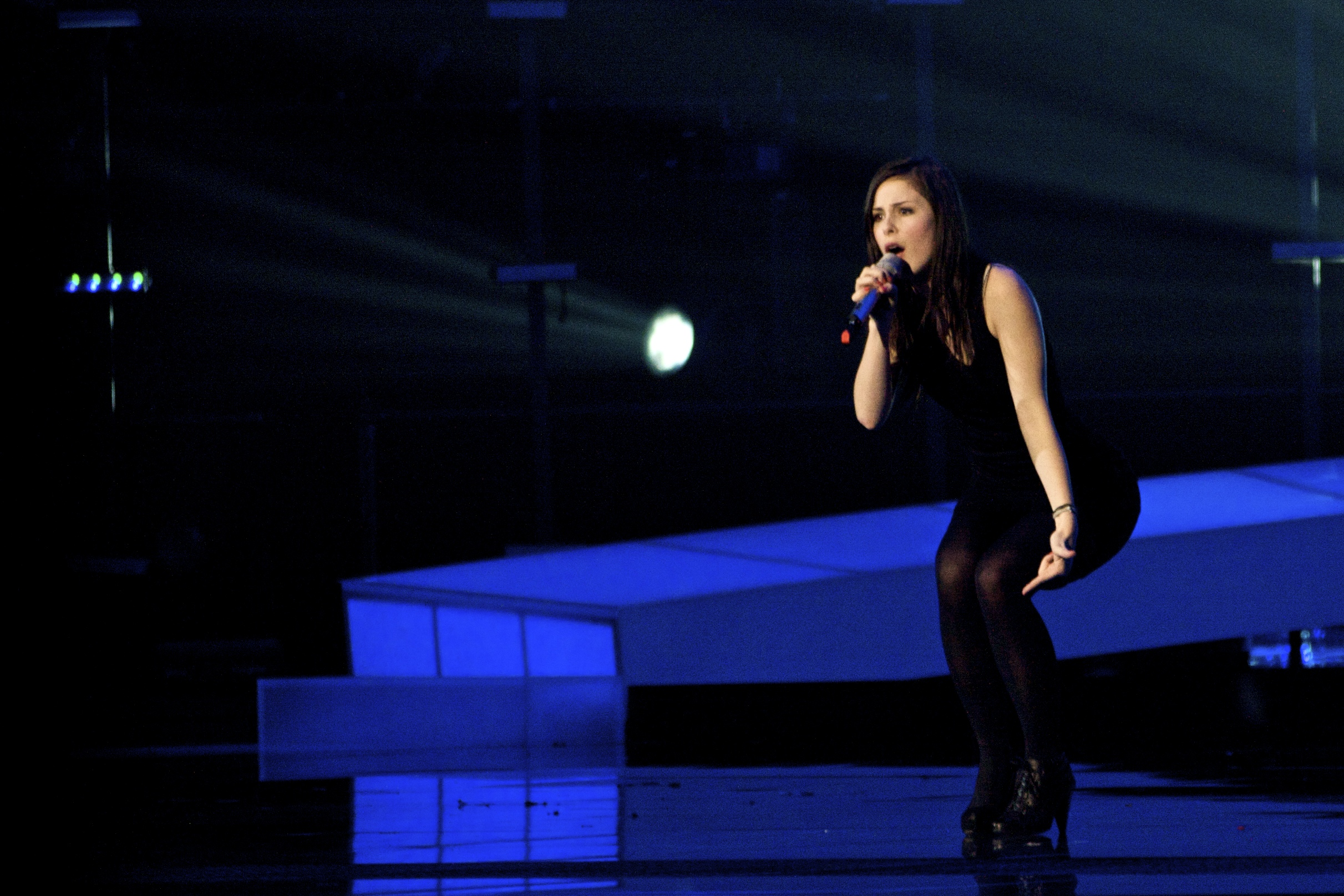
Lena Meyer-Landrut em Oslo (2010)
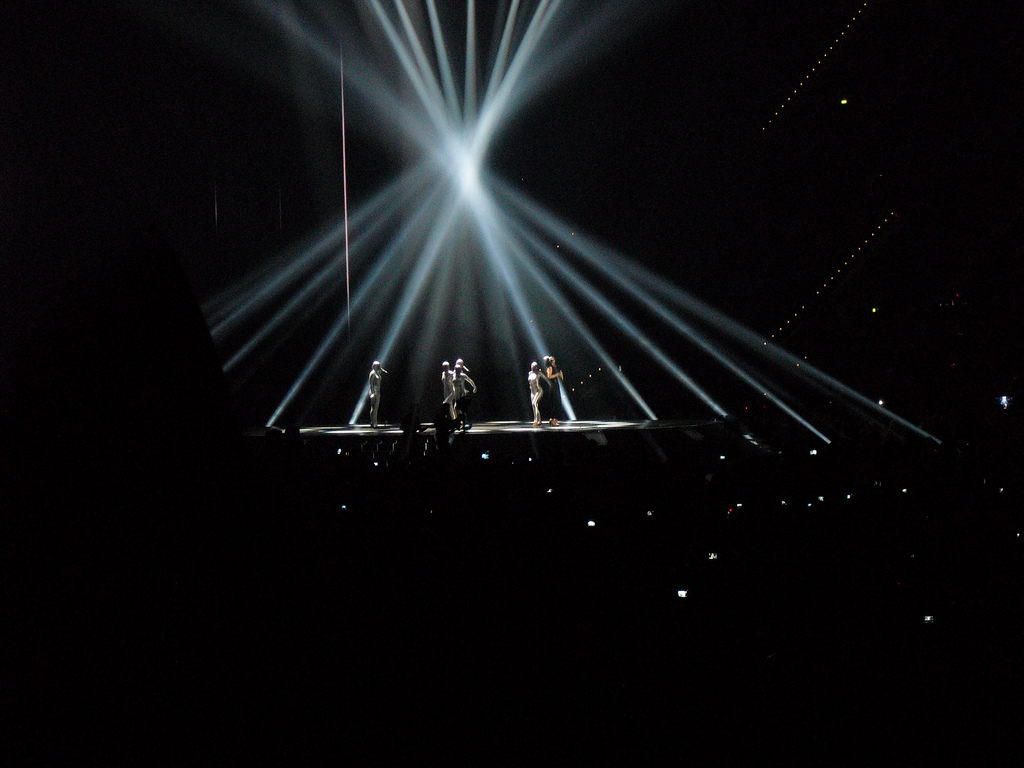
Lena Meyer-Landrut em Düsseldorf (2011)
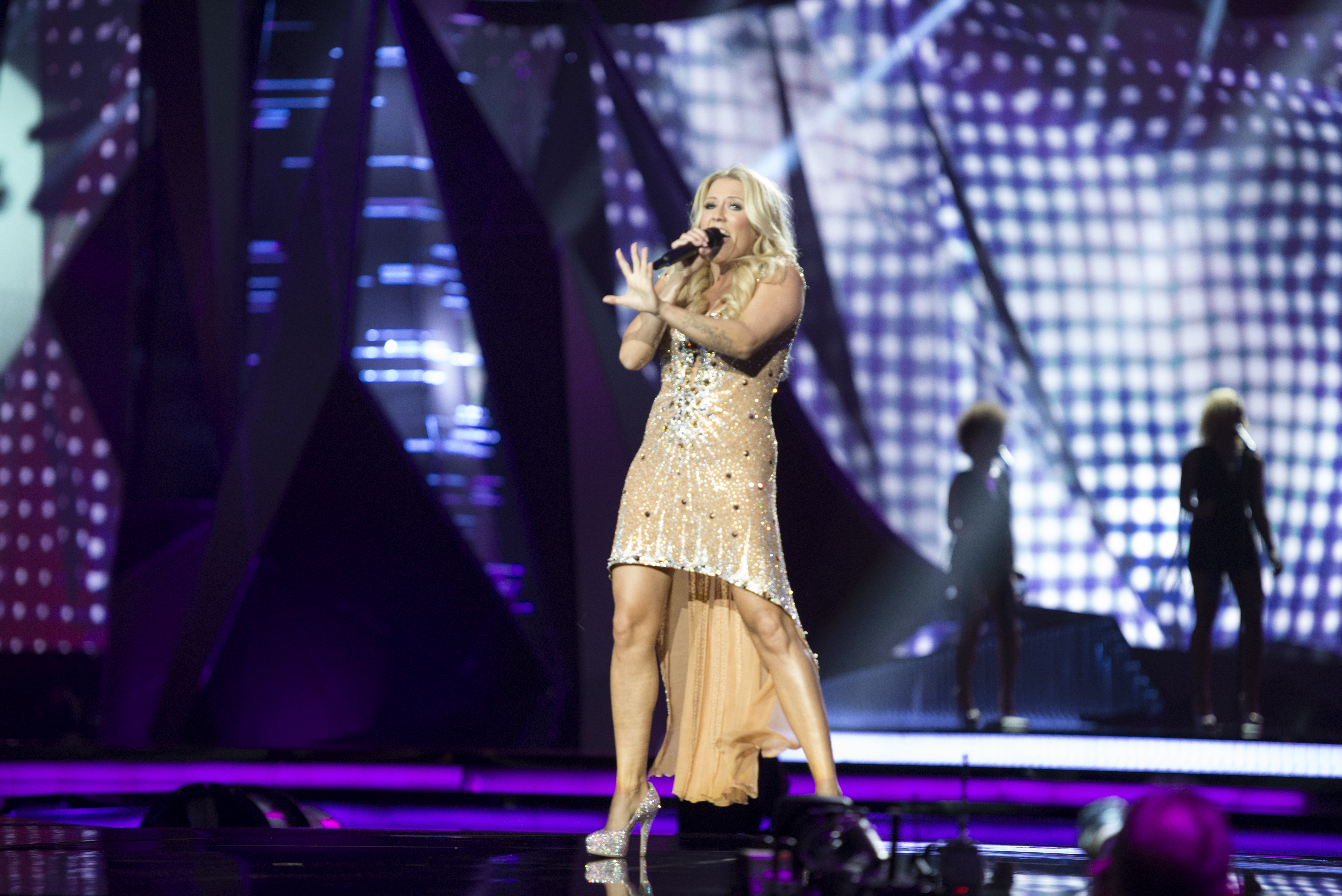
Cascada em Malmö (2013)
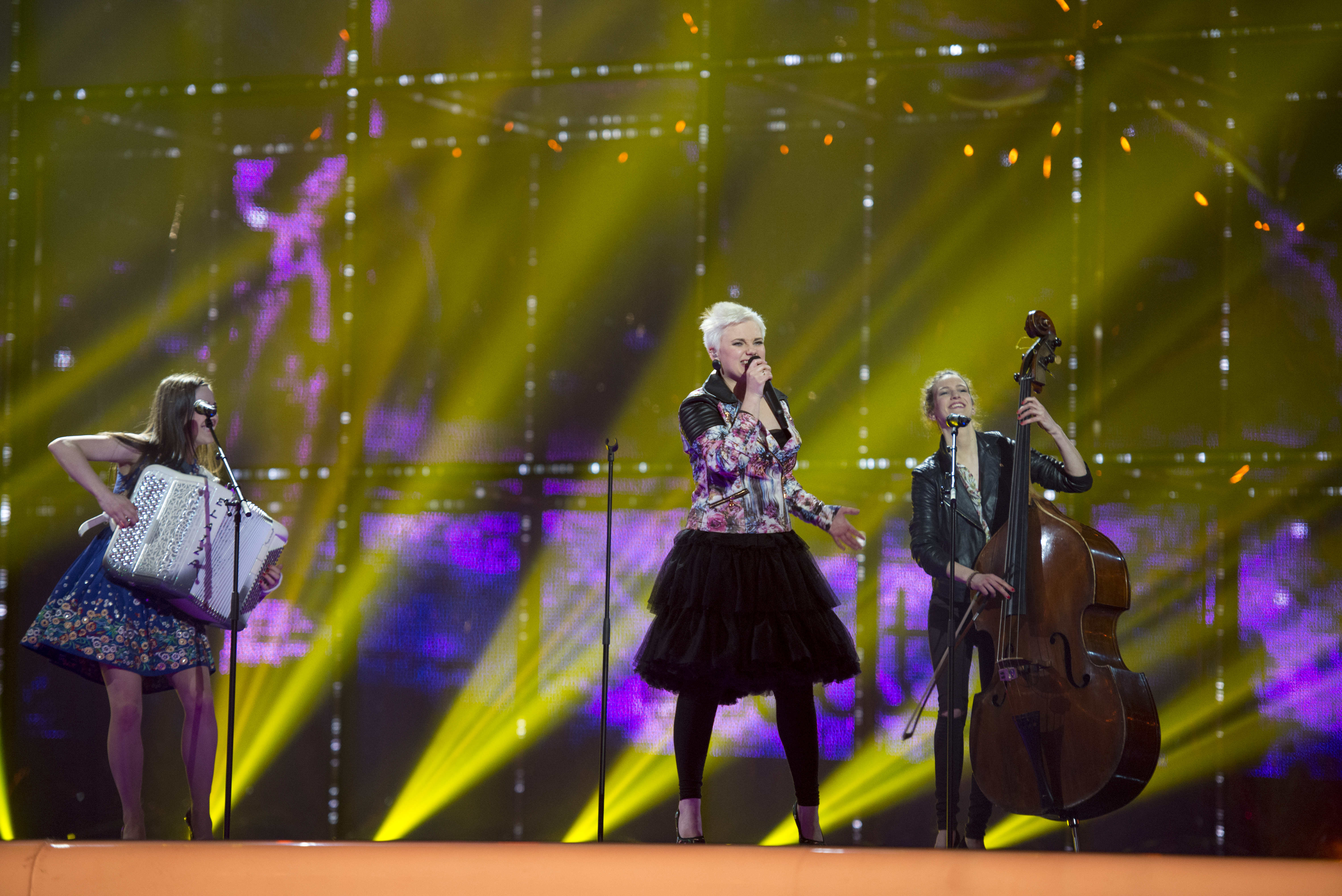
Elaiza em Copenhaga (2014)
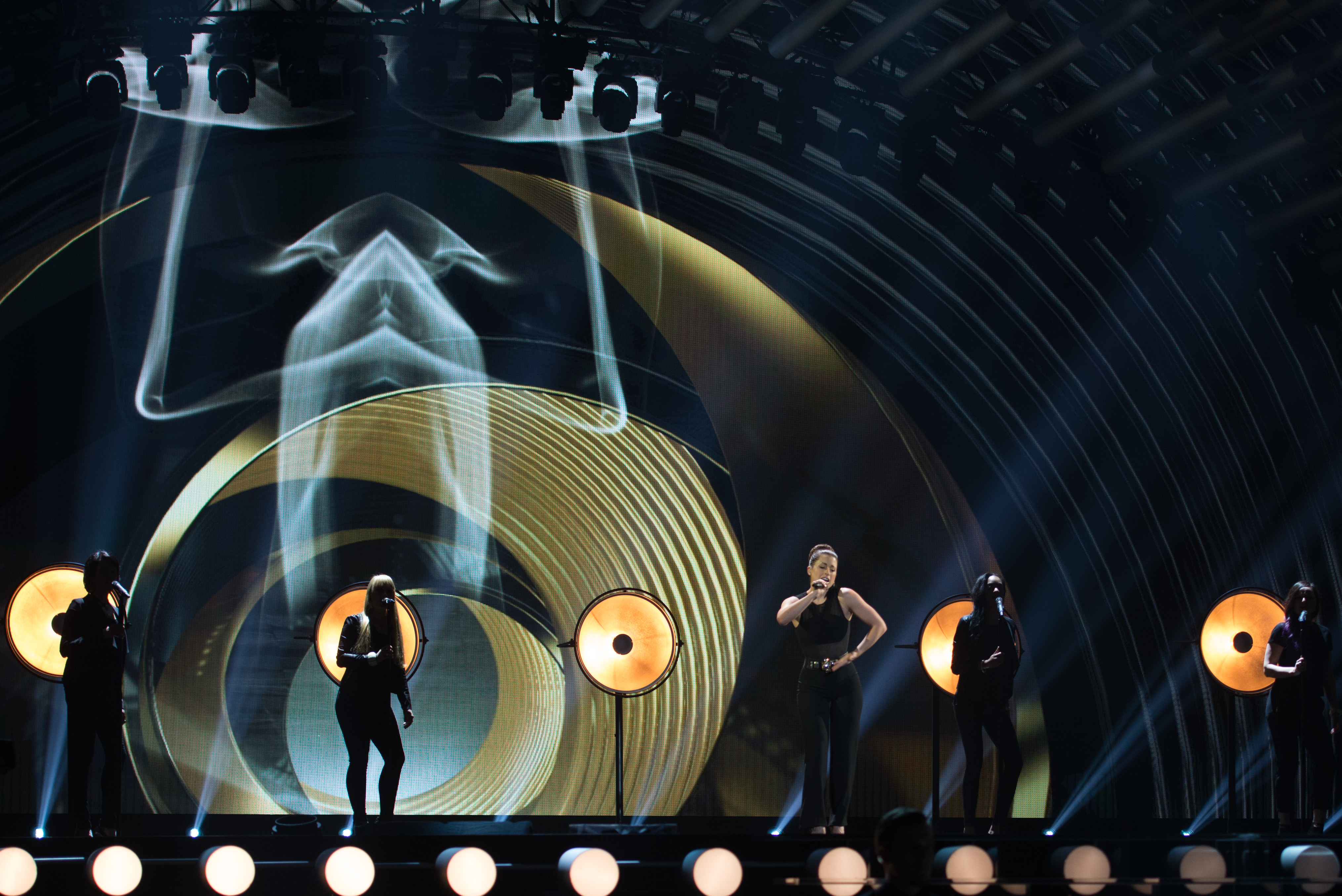
Ann Sophie em Viena (2015)
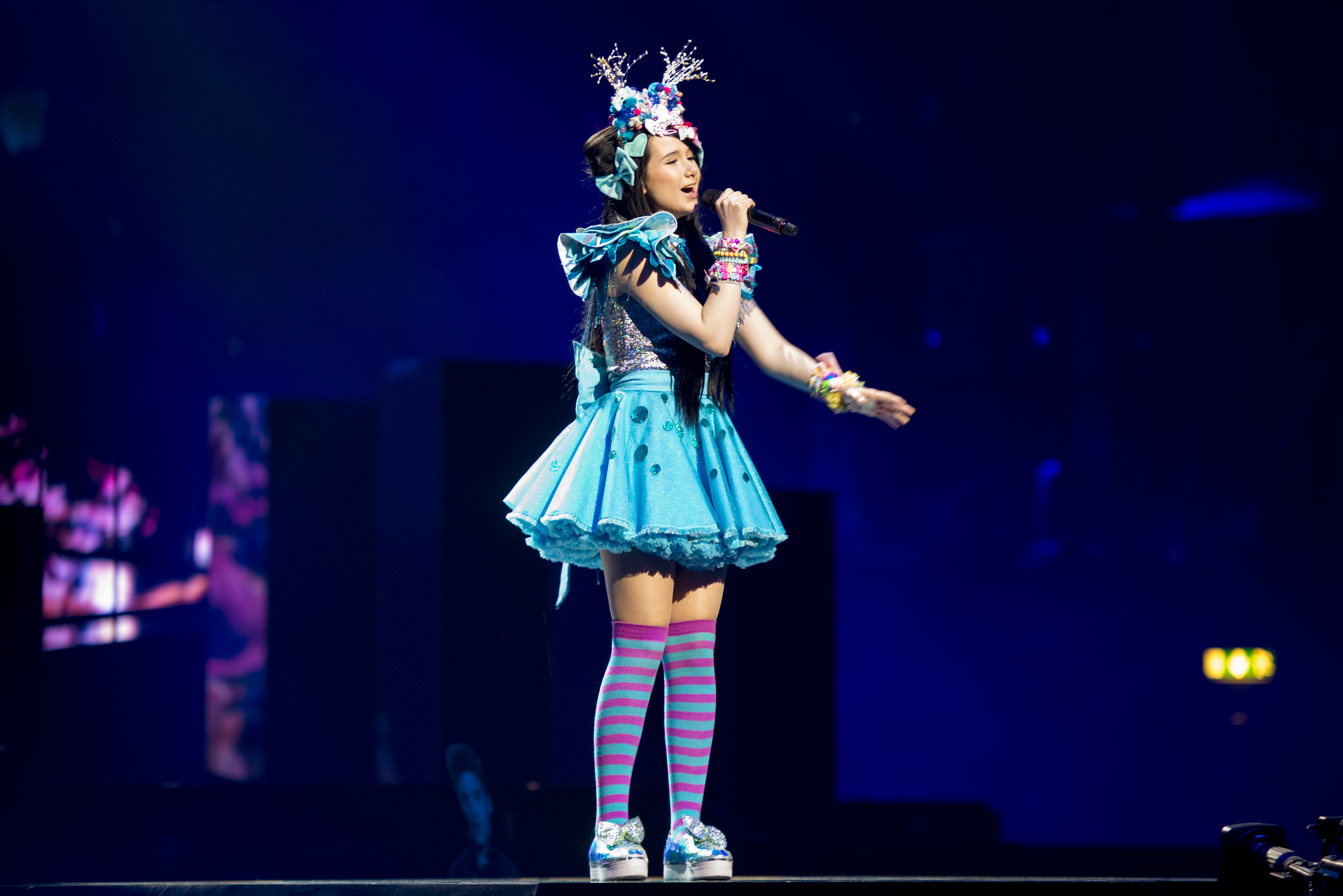
Jamie-Lee Kriewitz em Estocolmo (2016)
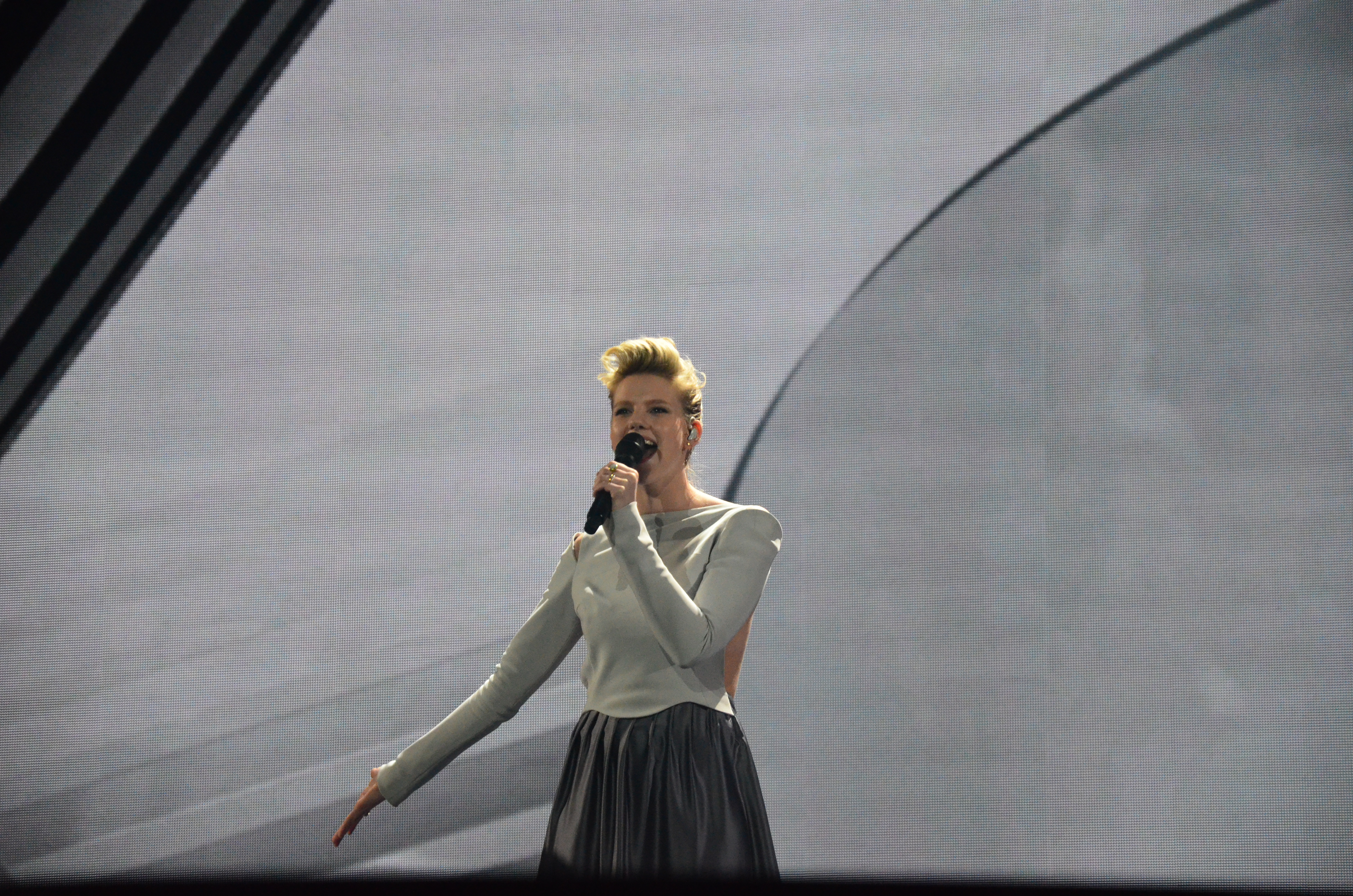
Levina em Kiev (2017)
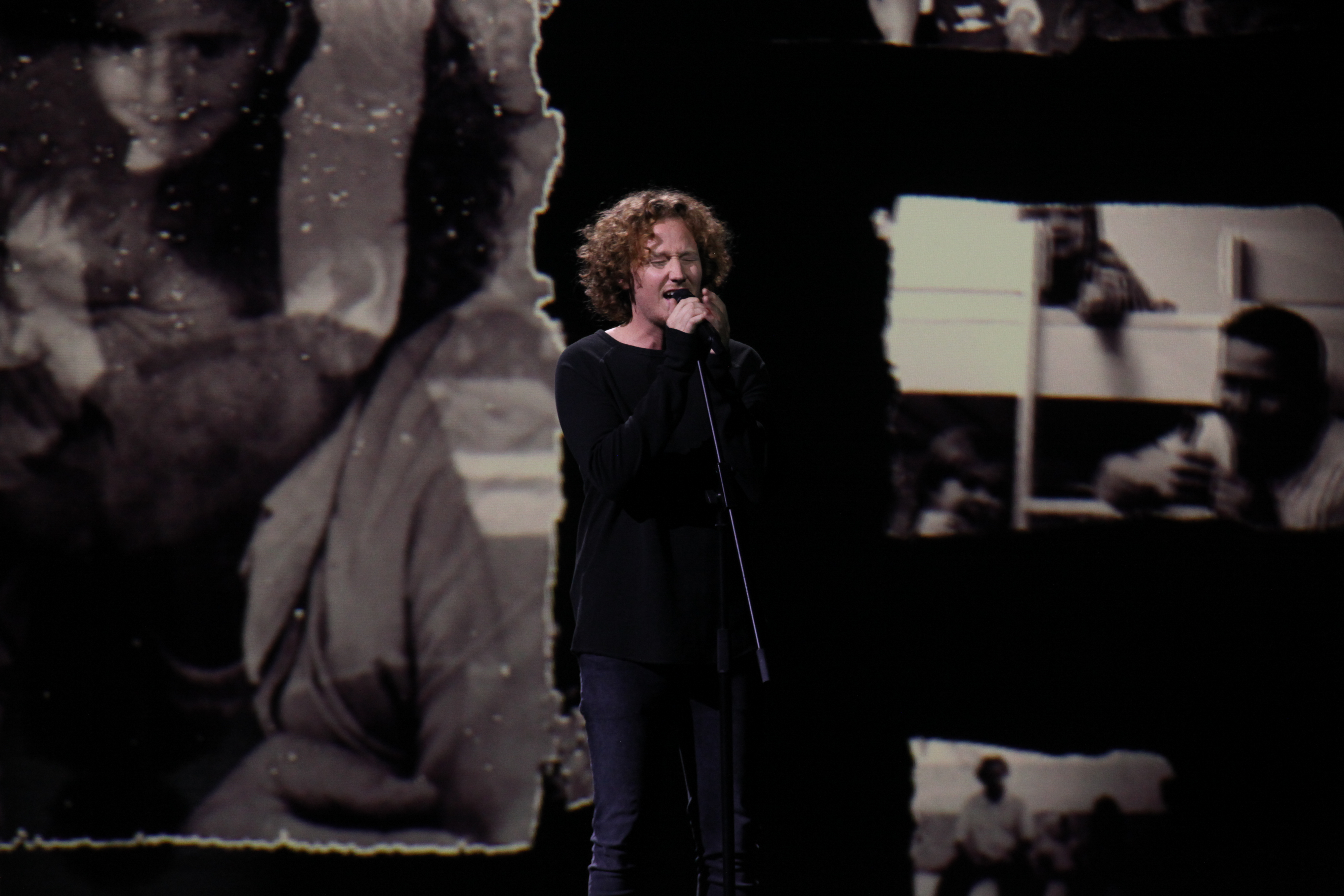
Michael Schulte em Lisboa (2018)
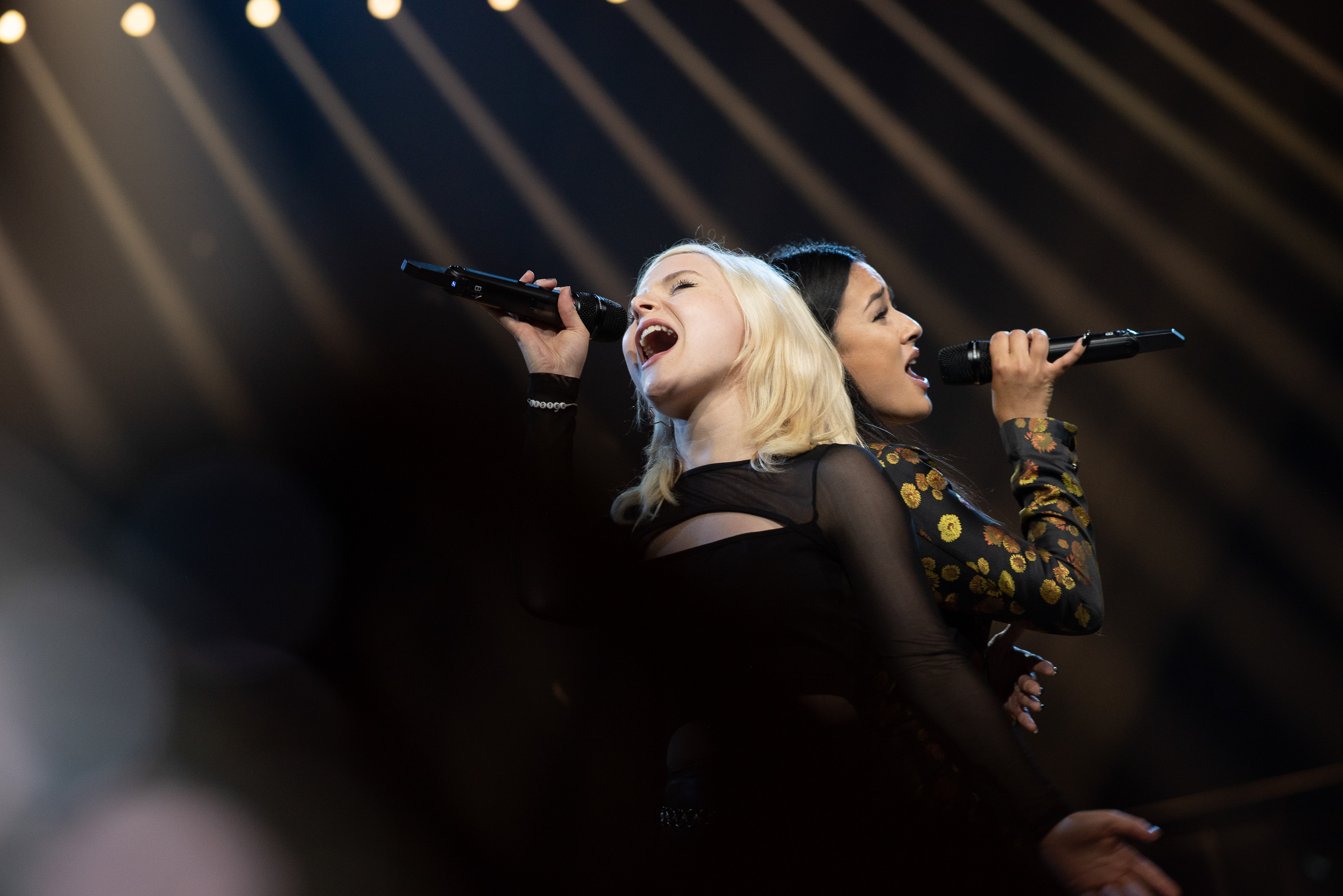
S!sters em Tel Aviv (2019)

## Participações
Legenda
     Vencedor
     2.º lugar
     3.º lugar
     Pontuação Nula ("Null Points")/Último Lugar
     Melhor classificação (fora do top 3)
     Qualificação para a final (fora do top 3)
     País-anfitrião
     Desclassificado
| #   | Ano             | Artista                      | Canção                                                                                   | Língua                           | Final                    | Pontos                   |
| --- | --------------- | ---------------------------- | ---------------------------------------------------------------------------------------- | -------------------------------- | ------------------------ | ------------------------ |
| 1º  | Lugano 1956     | Walter Andreas Schwarz       | "Im Wartesaal zum großen Glück" Canção de boa sorte                                      | Alemão                           | (a)                      | (a)                      |
| 1º  | Lugano 1956     | Freddy Quinn                 | "So geht das jede Nacht" É assim todas as noites                                         | Alemão                           | (a)                      | (a)                      |
| 2º  | Frankfurt 1957  | Margot Hielscher             | "Telefon, Telefon" Telefone, telefone                                                    | Alemão                           | 4º                       | 8                        |
| 3º  | Hilversum 1958  | Margot Hielscher             | "Für zwei Groschen Musik" Música para Dois Cêntimos                                      | Alemão                           | 7º                       | 5                        |
| 4º  | Cannes 1959     | Alice & Ellen Kessler        | "Heute abend wollen wir tanzen geh'n" Hoje à noite queremos ir dançar                    | Alemão                           | 8º                       | 5                        |
| 5º  | Londres 1960    | Wyn Hoop                     | "Bonne nuit ma chérie" Boa Noite, Minha Querida                                          | Alemão                           | 4º                       | 11                       |
| 6º  | Cannes 1961     | Lale Andersen                | "Einmal sehen wir uns wieder" Nós Vamo-nos Encontrar Outra vez                           | Alemão & Francês                 | 13º                      | 3                        |
| 7º  | Luxemburgo 1962 | Conny Froboess               | "Zwei kleine Italiener" Dois pequenos italianos                                          | Alemão                           | 6º                       | 9                        |
| 8º  | Londres 1963    | Heidi Brühl                  | "Marcel"                                                                                 | Alemão                           | 9º                       | 5                        |
| 9º  | Copenhaga 1964  | Nora Nova                    | "Man gewöhnt sich so schnell an das Schöne" Com que rapidez nos habituamos a coisas boas | Alemão                           | 13º                      | 0                        |
| 10º | Nápoles 1965    | Ulla Wiesner                 | "Paradies, wo bist du?" Paraíso, Onde Estás                                              | Alemão                           | 15º                      | 0                        |
| 11º | Luxemburgo 1966 | Margot Eskens                | "Die Zeiger der Uhr" Os ponteiros do relógio                                             | Alemão                           | 10º                      | 7                        |
| 12º | Viena 1967      | Inge Brück                   | "Anouschka"                                                                              | Alemão                           | 8º                       | 7                        |
| 13º | Londres 1968    | Wencke Myhre                 | "Ein Hoch der Liebe" Um brinde pelo amor                                                 | Alemão                           | 6º                       | 11                       |
| 14º | Madrid 1969     | Siw Malmkvist                | "Primaballerina"                                                                         | Alemão                           | 9º                       | 8                        |
| 15º | Amesterdão 1970 | Katja Ebstein                | "Wunder gibt es immer wieder" Os milagres se sucedem outra vez e outra vez               | Alemão                           | 3º                       | 12                       |
| 16º | Dublin 1971     | Katja Ebstein                | "Diese Welt" Este mundo                                                                  | Alemão                           | 3º                       | 100                      |
| 17º | Edimburgo 1972  | Mary Roos                    | "Nur die Liebe läßt uns leben" Só o amor nos deixa viver                                 | Alemão                           | 3º                       | 107                      |
| 18º | Luxemburgo 1973 | Gitte                        | "Junger Tag" Dia jovem                                                                   | Alemão                           | 8º                       | 85                       |
| 19º | Brighton 1974   | Cindy & Bert                 | "Die Sommermelodie" A melodia de verão                                                   | Alemão                           | 14º                      | 3                        |
| 20º | Estocolmo 1975  | Joy Fleming                  | "Ein Lied kann eine Brücke sein" Uma canção pode ser uma ponte                           | Alemão & Inglês                  | 17º                      | 15                       |
| 21º | Haia 1976       | Les Humphries Singers        | "Sing Sang Song" Canta, cantei, canção                                                   | Alemão & Inglês                  | 15º                      | 12                       |
| 22º | Londres 1977    | Silver Convention            | "Telegram" Telegrama                                                                     | Inglês                           | 8º                       | 55                       |
| 23º | Paris 1978      | Ireen Sheer                  | "Feuer" Fogo                                                                             | Alemão                           | 6º                       | 84                       |
| 24º | Jerusalém 1979  | Dschinghis Khan              | "Dschinghis Khan" Gêngis Cã                                                              | Alemão                           | 4º                       | 86                       |
| 25º | Haia 1980       | Katja Ebstein                | "Theater" Teatro                                                                         | Alemão                           | 2º                       | 128                      |
| 26º | Dublin 1981     | Lena Valaitis                | "Johnny Blue"                                                                            | Alemão                           | 2º                       | 132                      |
| 27º | Harrogate 1982  | Nicole                       | "Ein bißchen Frieden" Um pouco de paz                                                    | Alemão                           | 1º                       | 161                      |
| 28º | Munique 1983    | Hoffmann & Hoffmann          | "Rücksicht" Consideração                                                                 | Alemão                           | 5º                       | 94                       |
| 29º | Luxemburgo 1984 | Mary Roos                    | "Aufrecht geh'n" Seguir alto                                                             | Alemão                           | 13º                      | 34                       |
| 30º | Gotemburgo 1985 | Wind                         | "Für alle" Para todos                                                                    | Alemão                           | 2º                       | 105                      |
| 31º | Bergen 1986     | Ingrid Peters                | "Über die Brücke geh'n" Atravessando a ponte                                             | Alemão                           | 8º                       | 62                       |
| 32º | Bruxelas 1987   | Wind                         | "Laß die Sonne in dein Herz" Deixa o sol entrar no teu coração                           | Alemão                           | 2º                       | 141                      |
| 33º | Dublin 1988     | Maxi & Chris Garden          | "Lied für einen Freund" Canção para um amigo                                             | Alemão                           | 14º                      | 48                       |
| 34º | Lausanne 1989   | Nino de Angelo               | "Flieger" Aviadores                                                                      | Alemão                           | 14º                      | 46                       |
| 35º | Zagreb 1990     | Chris Kempers & Daniel Kovac | "Frei zu leben" Livres de viver                                                          | Alemão                           | 9º                       | 60                       |
| 36º | Roma 1991       | Atlantis 2000                | "Dieser Traum darf niemals sterben" Este sonho nunca morrerá                             | Alemão                           | 18º                      | 10                       |
| 37º | Malmö 1992      | Wind                         | "Träume sind für alle da" Sonhos estão aí para toda o mundo                              | Alemão                           | 16º                      | 27                       |
| 38º | Millstreet 1993 | Münchener Freiheit           | "Viel zu weit" Longe Demais                                                              | Alemão                           | 18º                      | 18                       |
| 39º | Dublin 1994     | Mekado                       | "Wir geben 'ne Party" Nós fazemos uma festa                                              | Alemão                           | 3º                       | 128                      |
| 40º | Dublin 1995     | Stone & Stone                | "Verliebt in Dich" Em amor contigo                                                       | Alemão                           | 23º                      | 1                        |
| 41º | Oslo 1996       | Leon                         | "Planet of Blue" Planeta azul                                                            | Alemão                           | Não se qualificou        | Não se qualificou        |
| 42º | Dublin 1997     | Bianca Shomburg              | "Zeit" Tempo                                                                             | Alemão                           | 18º                      | 22                       |
| 43º | Birmingham 1998 | Guildo Horn                  | "Guildo hat Euch lieb!" O Guildo ama-vos                                                 | Alemão                           | 7º                       | 86                       |
| 44º | Jerusalém 1999  | Sürpriz                      | "Reise nach Jerusalem – Kudüs'e seyahat" Viagem a Jerusalém                              | Alemão, Turco, Inglês & Hebraico | 3º                       | 140                      |
| 45º | Estocolmo 2000  | Stefan Raab                  | "Wadde hadde dudde da?" O que tens aí?                                                   | Alemão                           | 5º                       | 96                       |
| 46º | Copenhaga 2001  | Michelle                     | "Wer Liebe lebt" Quem vive o amor                                                        | Alemão & Inglês                  | 8º                       | 66                       |
| 47º | Tallinn 2002    | Corinna May                  | "I Can't Live Without Music" Não Posso Viver Sem Música                                  | Inglês                           | 21º                      | 17                       |
| 48º | Riga 2003       | Lou                          | "Let's Get Happy" Vamos Ser Felizes                                                      | Inglês                           | 11º                      | 53                       |
| 49º | Istambul 2004   | Maximilian Mutzke            | "Can't Wait Until Tonight" Não consigo esperar até de noite                              | Inglês & Turco                   | 8º                       | 93                       |
| 50º | Kiev 2005       | Gracia Baur                  | "Run and Hide" Corre e esconde                                                           | Inglês                           | 24º                      | 4                        |
| 51º | Atenas 2006     | Texas Lightning              | "No No Never" Não Não Nunca                                                              | Inglês                           | 14º                      | 36                       |
| 52º | Helsínquia 2007 | Roger Cicero                 | "Frauen regier'n die Welt" As mulheres comandam o mundo                                  | Alemão & Inglês                  | 19º                      | 49                       |
| 53º | Belgrado 2008   | No Angels                    | "Disappear" Desparecer                                                                   | Inglês                           | 23º                      | 14                       |
| 54º | Moscovo 2009    | Alex C. & Oscar Loya         | "Miss Kiss Kiss Bang" Senhora Beijo Beijo Bang                                           | Inglês                           | 20º                      | 35                       |
| 55º | Oslo 2010       | Lena                         | "Satellite" Satélite                                                                     | Inglês                           | 1º                       | 246                      |
| 56º | Düsseldorf 2011 | Lena                         | "Taken by a Stranger" Levado por um Estranho                                             | Inglês                           | 10º                      | 107                      |
| 57º | Baku 2012       | Roman Lob                    | "Standing Still" Ainda de Pé                                                             | Inglês                           | 10º                      | 110                      |
| 58º | Malmö 2013      | Cascada                      | "Glorious" Glorioso                                                                      | Inglês                           | 21º                      | 18                       |
| 59º | Copenhaga 2014  | Elaiza                       | "Is it Right" É correto                                                                  | Inglês                           | 18º                      | 39                       |
| 60º | Viena 2015      | Ann Sophie                   | "Black Smoke" Fumo negro                                                                 | Inglês                           | 27º                      | 0                        |
| 61º | Estocolmo 2016  | Jamie-Lee Kriewitz           | "Ghost" Fantasma                                                                         | Inglês                           | 26º                      | 11                       |
| 62º | Kiev 2017       | Levina                       | "Perfect Life" Vida perfeita                                                             | Inglês                           | 25º                      | 6                        |
| 63º | Lisboa 2018     | Michael Schulte              | "You Let Me Walk Alone" Deixaste-me Caminhar Sozinho                                     | Inglês                           | 4º                       | 340                      |
| 64º | Tel Aviv 2019   | S!sters                      | "Sister" Irmã                                                                            | Inglês                           | 24º                      | 32                       |
|     | Roterdão 2020   | Ben Dolic                    | "Violent Thing" Coisa Violenta                                                           | Inglês                           | A edição não se realizou | A edição não se realizou |
| 65º | Roterdão 2021   | Jendrik Sigwart              | "I Don't Feel Hate" Eu Não Sinto Ódio                                                    | Inglês                           | 25º                      | 3                        |
| 66º | Turim 2022      | Malik Harris                 | "Rockstars" Estrelas de rock                                                             | Inglês                           | 25º                      | 6                        |
| 67º | Liverpool 2023  | Lord of the Lost             | "Blood and Glitter" Sangue e Purpurina                                                   | Inglês                           | 26º                      | 18                       |
| 68º | Malmö 2024      | Isaak                        | "Always On The Run" Sempre em fuga                                                       | Inglês                           | 12º                      | 117                      |
| 69º | Basileia 2025   | Abor & Tynna                 | "Baller" Atirar                                                                          | Alemão                           | 15º                      | 151                      |

Notas:
↑(a)  Apenas o vencedor foi revelado nessa edição.
| Ano             | Artista              | Canção                  | Final | Final  | Final | Final  | Final | Final  |
| Ano             | Artista              | Canção                  | Tlv.  | Pontos | Júri  | Pontos | Cl.   | Pontos |
| --------------- | -------------------- | ----------------------- | ----- | ------ | ----- | ------ | ----- | ------ |
| Moscovo 2009    | Alex C. & Oscar Loya | "Miss Kiss Kiss Bang"   | 23º   | 18     | 14º   | 73     | 20º   | 35     |
| Oslo 2010       | Lena                 | "Satellite"             | 1º    | 243    | 1º    | 187    | 1º    | 246    |
| Düsseldorf 2011 | Lena                 | "Taken by a Stranger"   | 9º    | 113    | 10º   | 104    | 10º   | 107    |
| Baku 2012       | Roman Lob            | "Standing Still"        | 6º    | 125    | 10º   | 98     | 10º   | 110    |
| Malmö 2013      | Cascada              | "Glorious"              | 16º   | 15.81  | 20º   | 15.44  | 21º   | 18     |
| Copenhaga 2014  | Elaiza               | "Is it Right"           | 20º   | 31     | 14º   | 61     | 18º   | 39     |
| Viena 2015      | Ann Sophie           | "Black Smoke"           | 25º   | 5      | 22º   | 24     | 27º   | 0      |
| Estocolmo 2016  | Jamie-Lee Kriewitz   | "Ghost"                 | 24º   | 10     | 26º   | 1      | 26º   | 11     |
| Kiev 2017       | Levina               | "Perfect Life"          | 25º   | 3      | 24º   | 3      | 25º   | 6      |
| Lisboa 2018     | Michael Schulte      | "You Let Me Walk Alone" | 4º    | 204    | 6º    | 136    | 4º    | 340    |
| Tel Aviv 2019   | S!sters              | "Sister"                | 26º   | 0      | 21º   | 24     | 24º   | 32     |
| Roterdão 2021   | Jendrik Sigwart      | "I Don't Feel Hate"     | 25º   | 0      | 25º   | 3      | 25º   | 3      |
| Turim 2022      | Malik Harris         | "Rockstars"             | 20º   | 6      | 25º   | 0      | 25º   | 6      |
| Liverpool 2023  | Lord of the Lost     | "Blood and Glitter"     | 24º   | 15     | 26º   | 3      | 26º   | 18     |
| Malmö 2024      | Isaak                | "Always On The Run"     | 19º   | 18     | 10º   | 99     | 12º   | 117    |
| Basileia 2025   | Abor & Tynna         | "Baller"                | 11º   | 74     | 13º   | 77     | 15º   | 151    |

## Apresentadores

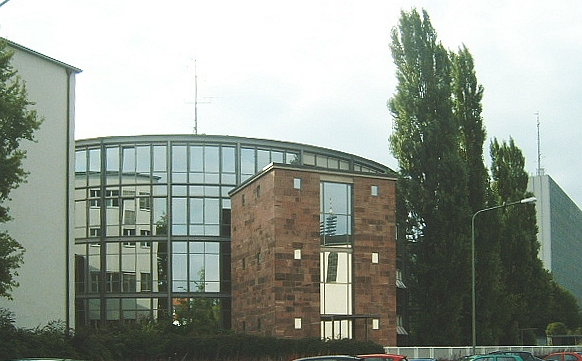
Großer Sendesaal des hessischen Rundfunks em Frankfurt am Main, sede do Festival Eurovisão da Canção 1957
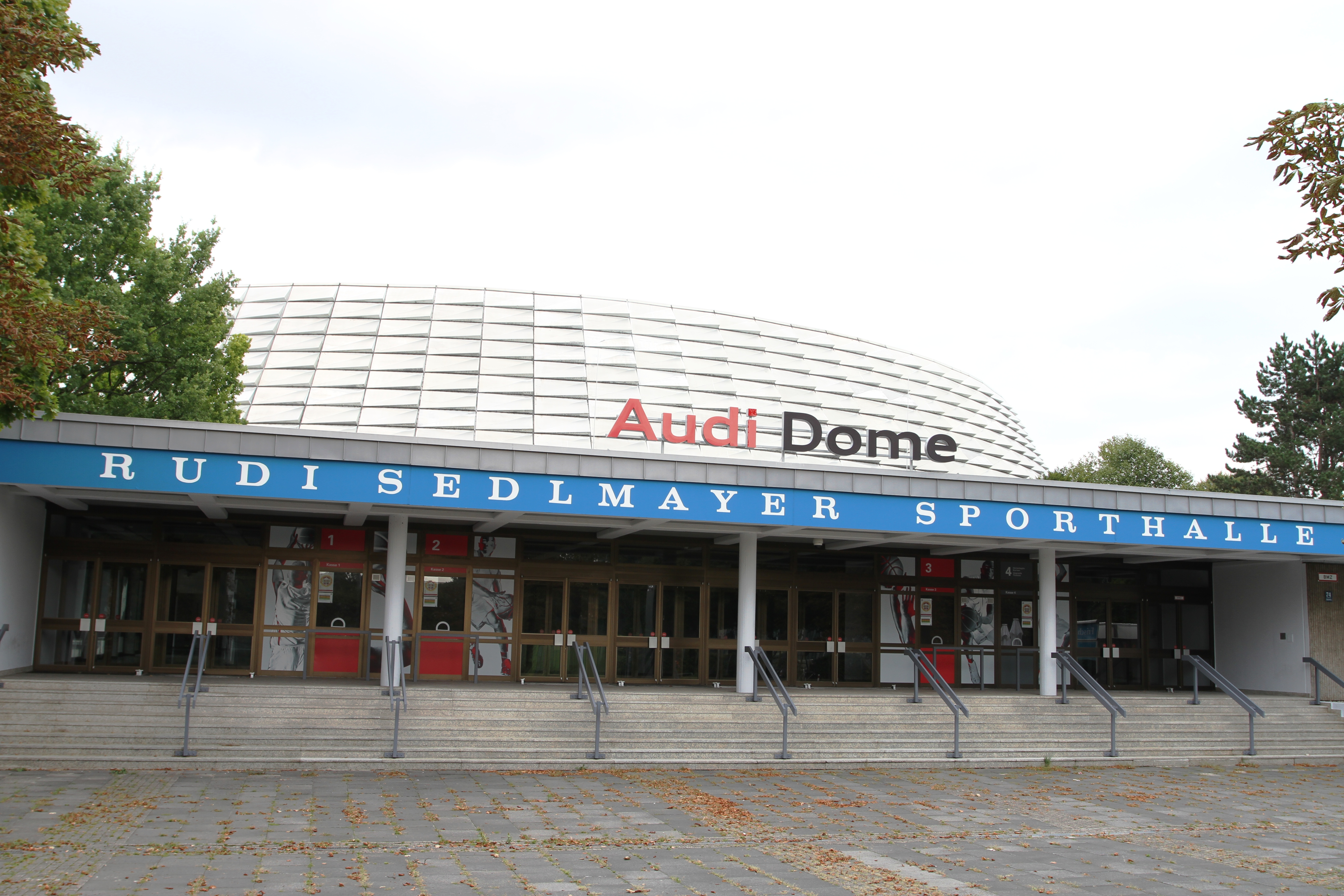
Rudi-Sedlmayer-Halle em Munique, sede do Festival Eurovisão da Canção 1983
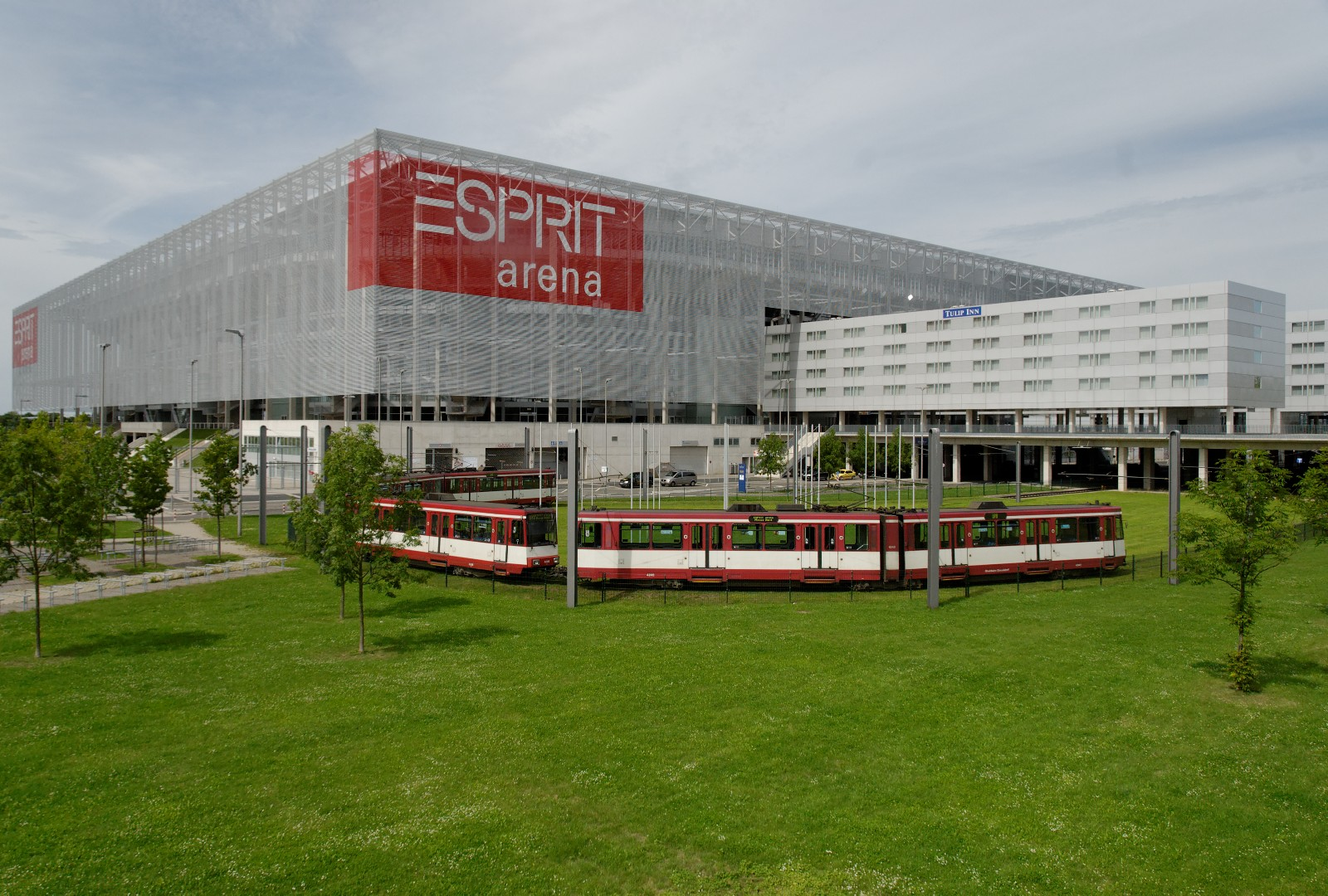
Esprit Arena em Düsseldorf, sede do Festival Eurovisão da Canção 2011

| Ano  | Local             | Local                                     | Apresentador(es)                          |
| ---- | ----------------- | ----------------------------------------- | ----------------------------------------- |
| 1957 | Frankfurt am Main | Großer Sendesaal des hessischen Rundfunks | Anaïd Iplicjian                           |
| 1983 | Munique           | Rudi-Sedlmayer-Halle                      | Marlene Charell                           |
| 2011 | Düsseldorf        | Esprit Arena                              | Anke Engelke, Judith Rakers e Stefan Raab |

## Comentadores e porta-vozes
| Ano(s) | Comentador(es) de televisão                       | Comentador(es) de rádio                | Votação                      | Votação                      | Votação                      | Votação                      |
| Ano(s) | Comentador(es) de televisão                       | Comentador(es) de rádio                | Porta-voz                    | Idioma utilizado             | Cidade                       | Pano de fundo                |
| ------ | ------------------------------------------------- | -------------------------------------- | ---------------------------- | ---------------------------- | ---------------------------- | ---------------------------- |
| 1956   | Wolf Mittler                                      |                                        | Sem porta-voz                | Sem porta-voz                | Sem porta-voz                | Sem porta-voz                |
| 1957   | Wolf Mittler                                      |                                        | Joachim Fuchsberger          | Alemão                       | Frankfurt                    | Nenhum                       |
| 1958   | Wolf Mittler                                      |                                        | Claudia Doren                | Inglês                       | Colónia                      | Nenhum                       |
| 1959   | Elena Gerhard                                     |                                        | Walter Andreas Schwarz       | Inglês                       | Desconhecido                 | Nenhum                       |
| 1960   | Wolf Mittler                                      |                                        | Walter Andreas Schwarz       | Inglês                       | Frankfurt                    | Nenhum                       |
| 1961   | Wolf Mittler                                      |                                        | Heinz Schenk                 | Francês                      | Frankfurt                    | Nenhum                       |
| 1962   | Ruth Kappelsberger                                |                                        | Klaus Havenstein             | Inglês                       | Colónia                      | Nenhum                       |
| 1963   | Hanns-Joachim Friedrichs                          |                                        | Werner Veigel                | Inglês                       | Frankfurt                    | Nenhum                       |
| 1964   | Hermann Rockmann                                  |                                        | Lia Wöhr                     | Inglês                       | Frankfurt                    | Nenhum                       |
| 1965   | Hermann Rockmann                                  |                                        | Lia Wöhr                     | Inglês                       | Frankfurt                    | Nenhum                       |
| 1966   | Hans-Joachim Rauschenbach                         |                                        | Werner Veigel                | Inglês                       | Frankfurt                    | Nenhum                       |
| 1967   | Hans-Joachim Rauschenbach                         |                                        | Karin Tietze-Ludwig          | Inglês                       | Frankfurt                    | Nenhum                       |
| 1968   | Hans-Joachim Rauschenbach                         |                                        | Hans-Otto Grünefeldt         | Inglês                       | Frankfurt                    | Nenhum                       |
| 1969   | Hans-Joachim Rauschenbach                         |                                        | Hans-Otto Grünefeldt         | Inglês                       | Frankfurt                    | Nenhum                       |
| 1970   | Marie-Louise Steinbauer                           | Wolf Mittler                           | Hans-Otto Grünefeldt         | Inglês                       | Frankfurt                    | Nenhum                       |
| 1971   | Hanns Verres                                      | Wolf Mittler                           | Sem porta-voz                | Sem porta-voz                | Sem porta-voz                | Sem porta-voz                |
| 1972   | Hanns Verres                                      | Wolf Mittler                           | Sem porta-voz                | Sem porta-voz                | Sem porta-voz                | Sem porta-voz                |
| 1973   | Hanns Verres                                      | Wolf Mittler                           | Sem porta-voz                | Sem porta-voz                | Sem porta-voz                | Sem porta-voz                |
| 1974   | Werner Veigel                                     |                                        | Hanns Joachim Friedrichs     | Inglês                       | Frankfurt                    | Nenhum                       |
| 1975   | Werner Veigel                                     | Wolf Mittler                           | Desconhecido                 | Inglês                       | Frankfurt                    | Nenhum                       |
| 1976   | Werner Veigel                                     | Wolf Mittler                           | Max Schautzer                | Inglês                       | Frankfurt                    | Nenhum                       |
| 1977   | Werner Veigel                                     | Wolf Mittler                           | Max Schautzer                | Inglês                       | Frankfurt                    | Nenhum                       |
| 1978   | Werner Veigel                                     | Wolf Mittler                           | Ute Verhoolen                | Francês                      | Baden-Baden                  | Nenhum                       |
| 1979   | Ado Schlier Gabi Schnelle                         | Wolf Mittler                           | Lotti Ohnesorge              | Inglês                       | Munique                      | Nenhum                       |
| 1980   | Ado Schlier                                       | Roger Horné                            | Gabi Schnelle                | Inglês                       | Munique                      | Nenhum                       |
| 1981   | Ado Schlier                                       | Roger Horné                            | Gabi Schnelle                | Inglês                       | Munique                      | Nenhum                       |
| 1982   | Ado Schlier                                       | Roger Horné                            | Gabi Schnelle                | Inglês                       | Munique                      | Nenhum                       |
| 1983   | Ado Schlier                                       | Roger Horné                            | Carolin Reiber               | Inglês                       | Munique                      | Nenhum                       |
| 1984   | Ado Schlier                                       | Roger Horné                            | Kerstin Schweighöfer         | Francês                      | Munique                      | Nenhum                       |
| 1985   | Ado Schlier                                       | Roger Horné                            | Christoph Deumling           | Inglês                       | Munique                      | Nenhum                       |
| 1986   | Ado Schlier                                       | Peter Urban                            | Christoph Deumling           | Inglês                       | Munique                      | Nenhum                       |
| 1987   | Christoph Deumling Lotti Ohnesorge                | Peter Urban                            | Kerstin Schweighöfer         | Francês                      | Munique                      | Nenhum                       |
| 1988   | Nicole Claus-Erich Boetzkes                       | Peter Urban                            | Lotti Ohnesorge              | Inglês                       | Munique                      | Nenhum                       |
| 1989   | Thomas Gottschalk                                 | Peter Urban                            | Kerstin Schweighöfer         | Francês                      | Munique                      | Nenhum                       |
| 1990   | Fritz Egner                                       | Peter Urban                            | Kerstin Schweighöfer         | Francês                      | Munique                      | Nenhum                       |
| 1991   | Max Schautzer                                     | Ado Schlier                            | Christian Eckhardt           | Inglês                       | Berlim                       | Nenhum                       |
| 1992   | Jan Hofer                                         | Horst Senker                           | Carmen Nebel                 | Inglês                       | Leipzig                      | Nenhum                       |
| 1993   | Jan Hofer                                         | Horst Senker                           | Carmen Nebel                 | Inglês                       | Leipzig                      | Nenhum                       |
| 1994   | Jan Hofer                                         | Horst Senker                           | Carmen Nebel                 | Inglês                       | Dresden                      | Ópera Semper                 |
| 1995   | Horst Senker                                      | Peter Urban                            | Carmen Nebel                 |                              | Dresden                      | Ópera Semper                 |
| 1996   | Ulf Ansorge                                       | Thomas Mohr                            | Não passou à final           | Não passou à final           | Não passou à final           | Não passou à final           |
| 1997   | Peter Urban                                       | Thomas Mohr                            | Christina Mänz               | Inglês                       | Hamburgo                     | Igreja de São Miguel         |
| 1998   | Peter Urban                                       | Thomas Mohr                            | Nena                         | Inglês                       | Hanôver                      | Neues Rathaus                |
| 1999   | Peter Urban                                       | Thomas Mohr                            | Renan Demirkan               | Inglês                       | Hanôver                      | Neues Rathaus                |
| 2000   | Peter Urban                                       | Thomas Mohr                            | Axel Bulthaupt               | Inglês                       | Hamburgo                     | Zona de fãs                  |
| 2001   | Peter Urban                                       | Thomas Mohr                            | Axel Bulthaupt               | Inglês                       | Hamburgo                     | Zona de fãs                  |
| 2002   | Peter Urban                                       | Thomas Mohr                            | Axel Bulthaupt               | Inglês                       | Hamburgo                     | Zona de fãs                  |
| 2003   | Peter Urban                                       | Thomas Mohr                            | Axel Bulthaupt               | Inglês                       | Hamburgo                     | Zona de fãs                  |
| 2004   | Peter Urban                                       | Thomas Mohr                            | Thomas Anders                | Inglês                       | Hamburgo                     | Zona de fãs                  |
| 2005   | Peter Urban                                       | Thomas Mohr                            | Thomas Hermanns              | Inglês                       | Hamburgo                     | Zona de fãs                  |
| 2006   | Peter Urban                                       | Thomas Mohr                            | Thomas Hermanns              | Inglês                       | Hamburgo                     | Zona de fãs                  |
| 2007   | Peter Urban                                       | Thomas Mohr (NDR 2) Tim Frühling (hr3) | Thomas Hermanns              | Inglês                       | Hamburgo                     | Zona de fãs                  |
| 2008   | Peter Urban                                       | Thomas Mohr (NDR 2) Tim Frühling (hr3) | Thomas Hermanns              | Inglês                       | Hamburgo                     | Zona de fãs                  |
| 2009   | Tim Frühling                                      | Ina Müller Thomas Mohr                 | Thomas Anders                | Inglês                       | Hamburgo                     | Zona de fãs                  |
| 2010   | Peter Urban                                       | Tim Frühling Thomas Mohr               | Hape Kerkeling               | Inglês                       | Hamburgo                     | Zona de fãs                  |
| 2011   | Peter Urban (Das Erste) Steven Gätjen (ProSieben) | Thomas Mohr Steffi Neu Tim Frühling    | Ina Müller                   | Inglês                       | Hamburgo                     | Zona de fãs                  |
| 2012   | Peter Urban                                       | Thomas Mohr (NDR 2) Tim Frühling (hr3) | Anke Engelke                 | Inglês                       | Hamburgo                     | Zona de fãs                  |
| 2013   | Peter Urban                                       | Sem transmissão                        | Lena Meyer-Landrut           | Inglês                       | Hamburgo                     | Zona de fãs                  |
| 2014   | Peter Urban                                       | Sem transmissão                        | Helene Fischer               | Inglês                       | Hamburgo                     | Zona de fãs                  |
| 2015   | Peter Urban                                       | Sem transmissão                        | Barbara Schöneberger         | Inglês                       | Hamburgo                     | Zona de fãs                  |
| 2016   | Peter Urban                                       | Sem transmissão                        | Barbara Schöneberger         | Inglês                       | Hamburgo                     | Zona de fãs                  |
| 2017   | Peter Urban                                       | Sem transmissão                        | Barbara Schöneberger         | Inglês                       | Hamburgo                     | Zona de fãs                  |
| 2018   | Peter Urban                                       | Sem transmissão                        | Barbara Schöneberger         | Inglês                       |                              |                              |
| 2019   | Peter Urban                                       | Sem transmissão                        | Barbara Schöneberger         | Inglês                       |                              |                              |
| 2020   | Cancelado devido ao COVID-19                      | Cancelado devido ao COVID-19           | Cancelado devido ao COVID-19 | Cancelado devido ao COVID-19 | Cancelado devido ao COVID-19 | Cancelado devido ao COVID-19 |

## Maestros
| Ano(s) | Maestro                        |
| ------ | ------------------------------ |
| 1956   | Fernando Paggi                 |
| 1957   | Willy Berking                  |
| 1958   | Dolf van der Linden            |
| 1959   | Franck Pourcel                 |
| 1960   | Franz Josef Breuer             |
| 1961   | Franck Pourcel                 |
| 1962   | Rolf-Hans Müller               |
| 1963   | Willy Berking                  |
| 1964   | Willy Berking                  |
| 1965   | Alfred Hause                   |
| 1966   | Willy Berking                  |
| 1967   | Hans Blum                      |
| 1968   | Horst Jankowski                |
| 1969   | Hans Blum                      |
| 1970   | Christian Bruhn                |
| 1971   | Dieter Zimmermann              |
| 1972   | Paul Kuhn                      |
| 1973   | Günther-Eric Thöner            |
| 1974   | Werner Scharfenberger          |
| 1975   | Rainer Pietsch                 |
| 1976   | Les Humphries                  |
| 1977   | Ronnie Hazlehurst              |
| 1978   | Jean Frankfurter               |
| 1979   | Norbert Daum                   |
| 1980   | Wolfgang Rödelberger           |
| 1981   | Wolfgang Rödelberger           |
| 1982   | Norbert Daum                   |
| 1983   | Dieter Reith                   |
| 1984   | Pierre Cao                     |
| 1985   | Rainer Pietsch                 |
| 1986   | Hans Blum                      |
| 1987   | László Bencker(a)              |
| 1988   | Michael Thatcher               |
| 1989   | Sem maestro                    |
| 1990   | Rainer Pietsch                 |
| 1991   | Hermann Weindorf               |
| 1992   | Norbert Daum                   |
| 1993   | Norbert Daum                   |
| 1994   | Norbert Daum                   |
| 1995   | Hermann Weindorf               |
| 1996   | Não se qualificou para a final |
| 1997   | Sem maestro                    |
| 1998   | Stefan Raab(b)                 |

Notas:
↑(a)  László Bencker obteve, após a sua participação, a nacionalidade alemã.
↑(b)  Stefan Raab, na verdade, não orquestrou, apesar de tomar o posto de maestro, pois toda a música foi tocada através de playback instrumental.

### Maestros anfitriões
| Ano(s) | Maestro       |
| ------ | ------------- |
| 1957   | Willy Berking |
| 1983   | Dieter Reith  |

## Historial de votação
| Alemanha deu mais pontos a: | Alemanha deu mais pontos a: | Alemanha deu mais pontos a: |
| Rank                        | País                        | Pontos                      |
| --------------------------- | --------------------------- | --------------------------- |
| 1                           | Suécia                      | 211                         |
| 2                           | Turquia                     | 208                         |
| 3                           | Reino Unido                 | 186                         |
| 4                           | Israel                      | 179                         |
| 5                           | Irlanda                     | 163                         |

| Alemanha recebeu mais pontos a: | Alemanha recebeu mais pontos a: | Alemanha recebeu mais pontos a: |
| Rank                            | País                            | Pontos                          |
| ------------------------------- | ------------------------------- | ------------------------------- |
| 1                               | Espanha                         | 224                             |
| 2                               | Portugal                        | 177                             |
| 3                               | Reino Unido                     | 168                             |
| 4                               | Bélgica                         | 162                             |
| 5                               | Dinamarca                       | 161                             |

## Congratulations: 50 Anos do Festival Eurovisão da Canção
Legenda
     Vencedor
     2.º lugar
     3.º lugar
     Pontuação Nula ("Null Points")/Último Lugar
     Melhor classificação (fora do top 3)
     Qualificação para a final (fora do top 3)
     País-anfitrião
     Desclassificado
| Ano  | Artista(s) | Língua | Canção                | Final             | Pontos            | Semi | Pontos | Classificação (1982) | Pontos (1982) |
| ---- | ---------- | ------ | --------------------- | ----------------- | ----------------- | ---- | ------ | -------------------- | ------------- |
| 1982 | Nicole     | Alemão | "Ein bißchen Frieden" | Não se qualificou | Não se qualificou | 7º   | 106    | 1º                   | 161           |